# Paragould (Arkansas)
Paragould es una ciudad ubicada en el condado de Greene, del cual es sede, en el estado estadounidense de Arkansas. En el Censo de 2010 tenía una población de 26113 habitantes y una densidad poblacional de 321,45 personas por km².

## Geografía
Paragould se encuentra ubicada en las coordenadas 36°3′20″N 90°30′53″O / 36.05556, -90.51472. Según la Oficina del Censo de los Estados Unidos, Paragould tiene una superficie total de 81.23 km², de la cual 80.81 km² corresponden a tierra firme y (0.52%) 0.42 km² es agua.

## Demografía
Según el censo de 2010, había 26113 personas residiendo en Paragould. La densidad de población era de 321,45 hab./km². De los 26113 habitantes, Paragould estaba compuesto por el 95.63% blancos, el 0.76% eran afroamericanos, el 0.5% eran amerindios, el 0.34% eran asiáticos, el 0.02% eran isleños del Pacífico, el 1.28% eran de otras razas y el 1.46% pertenecían a dos o más razas. Del total de la población el 2.85% eran hispanos o latinos de cualquier raza.